# Epizeuxis basalis
Epizeuxis basalis là một loài bướm đêm trong họ Noctuidae.